# TI-81
Lancée en 1990, la TI-81 est la première calculatrice graphique de Texas Instruments. 
Elle a connu une riche descendance qui reprend sa structure de base : TI-82, TI-83 et TI-84 Plus. Ces calculatrices possèdent un processeur Zilog Z80, un écran 96x64 pixels, une organisation des menus similaire, et le même langage de programmation, le TI-Basic.

## Fonctionnalités de la TI-81
La TI-81 est déjà une vraie calculatrice graphique : elle sait tracer des fonctions, des courbes paramétrées, faire des opérations statistiques.
Le principal défaut de la TI-81 est qu'elle ne possède pas de port de liaison, ce qui oblige à rentrer tous les programmes manuellement, et proscrit définitivement le développement de programmes en assembleur.
L'alimentation de la TI-81 est constituée de quatre piles AAA et une pile de sauvegarde ion lithium.
NB. La première version de la TI-81 n'avait pas de pile de sauvegarde, cependant le remplacement, rapide, des piles n'affectait pas la mémoire (données et programmes).

## Exemple de programme
Voici un programme calculant la fraction équivalente à un nombre réel. Pour 2.35, on tape 2.35 [EXE], on lance le programme, et on obtient les résultats 47 et 20, ce qui signifie 2.35 = 47/20.
```
 '''Ligne               Commentaire'''
 
 Ans->G              ''récupération de la valeur entrée''
 Ans->A
 1->B                ''initialisations''
 1->E
 0->C
 0->D
 Lbl 1
 C->H                ''calcul des fractions approchées''
 B->C
 H+BIPart A->B
 D->H
 E+DIpart A->D
 If e6 abs(G-B/D)>G  ''test si précision suffisante''
 Goto 2
 1/Fpart A->A
 Goto 1
 Lbl 2
 Disp B              ''affichage des résultats''
 Disp A
```

On note qu'il y a exactement une instruction ou expression par ligne, et que la multiplication implicite est comprise (ex : E+DIpart A au lieu de E+D*Ipart A)